# King Conan (fumetto)
King Conan è una serie a fumetti edita dalla Marvel Comics dal marzo 1980 al novembre 1983 poi rilanciata come Conan the King dal gennaio 1984 fino alla sua conclusione nel novembre 1989. Inizialmente scritta da Roy Thomas e disegnata da John Buscema, è incentrata sul periodo in cui il personaggio di Conan il barbaro, ideato da Robert E. Howard nel 1932, è sovrano di Aquilonia, il più potente tra i regni dell'era hyboriana.
In Italia la serie è stata parzialmente pubblicata dal marzo 1989 al febbraio 1994 ad opera di Comic Art, che ha lasciato incompiuta. Panini Comics nel 2023 ha iniziato a riproporre l'opera dall'inizio.

## Storia editoriale
In possesso dei diritti di Conan il barbaro dal 1970 la Marvel autorizzò la pubblicazione di una nuova serie che lo vedeva protagonista in una versione differente rispetto alle precedenti, quella di sovrano e di uomo maturo di cui Robert E. Howard aveva scritto in alcuni racconti. A comando del regno di Aquilonia, sposato con Zenobia e padre del principe Conn, Conan deve difendere il suo ruolo da diverse minacce tra le quali il temibile stregone Thot-Amon.
Roy Thomas e John Buscema realizzano le storie dei primi due anni, per un totale di otto episodi, poi alla sceneggiatura subentrò Doug Moench e in seguito Alan Zelenetz, Don Kraar, Jim Owsley, Adam Blaustein e Maddie Blaustein mentre ai disegni si alternarono vari artisti, tra cui Marc Silvestri, Geof Isherwood, Michael Docherty e Dale Eaglesham.
All'interno della serie trova spazio il personaggio del principe Conn, ideato da L. Sprague de Camp e Lin Carter all'interno del romanzo Conan delle isole, che diviene protagonista di un'avventura pubblicata in appendice negli albi dal 21 al 26.
La serie inizialmente si intitolava King Conan, ma dal numero 20 le venne cambiato il nome in Conan the King. In tutto furono pubblicati 55 albi in dieci anni.

## Pubblicazioni

### 1980
| Nr. | Data      | TItolo                     | TItolo                     | Titolo italiano            | Titolo italiano            | Sceneggiatura | Disegni      | Colori         | Copertina    | Prima edizione italiana            | Data italiana                |
| --- | --------- | -------------------------- | -------------------------- | -------------------------- | -------------------------- | ------------- | ------------ | -------------- | ------------ | ---------------------------------- | ---------------------------- |
| 1   | marzo     | The Witch of the Mists     | The Witch of the Mists     | La strega delle brume      | La strega delle brume      | Roy Thomas    | John Buscema | George Roussos | John Buscema | Conan il barbaro 1-4 (Comic Art)   | marzo - giugno 1989          |
| 2   | giugno    | The Black Sphinx of Nebthu | The Black Sphinx of Nebthu | La Sfinge Nera di Nebthu   | La Sfinge Nera di Nebthu   | Roy Thomas    | John Buscema | George Roussos | John Buscema | Conan il barbaro 4-8 (Comic Art)   | giugno - ottobre 1989        |
| 3   | settembre | Red Moon of Zembabwei!     | Red Moon of Zembabwei!     | La Luna Rossa di Zembabwei | La Luna Rossa di Zembabwei | Roy Thomas    | John Buscema | George Roussos | John Buscema | Conan il barbaro 9-11 (Comic Art)  | novembre 1989 - gennaio 1990 |
| 4   | dicembre  | Shadows in the Skull!      | Shadows in the Skull!      | Ombre nel teschio          | Ombre nel teschio          | Roy Thomas    | John Buscema | George Roussos | John Buscema | Conan il barbaro 12-14 (Comic Art) | febbraio 1990 - aprile 1990  |

### 1981
| Nr. | Data      | TItolo                     | TItolo                     | Titolo italiano        | Titolo italiano        | Sceneggiatura | Disegni      | Colori         | Copertina       | Prima edizione italiana            | Data italiana                  |
| --- | --------- | -------------------------- | -------------------------- | ---------------------- | ---------------------- | ------------- | ------------ | -------------- | --------------- | ---------------------------------- | ------------------------------ |
| 5   | marzo     | The Ring of Rakhamon!      | The Ring of Rakhamon!      | L'anello di Rakhamon   | L'anello di Rakhamon   | Roy Thomas    | John Buscema | George Roussos | John Buscema    | Conan il barbaro 15-17 (Comic Art) | maggio 1990 - luglio 1990      |
| 6   | giugno    | Vengeance from the Desert! | Vengeance from the Desert! | Vendetta dal deserto   | Vendetta dal deserto   | Roy Thomas    | John Buscema | George Roussos | Walter Simonson | Conan il barbaro 19-21 (Comic Art) | settembre 1990 - novembre 1990 |
| 7   | settembre | A Clash of Kings!          | A Clash of Kings!          | Scontro di re          | Scontro di re          | Roy Thomas    | John Buscema | George Roussos | John Buscema    | Conan il barbaro 22-24 (Comic Art) | dicembre 1990 - febbraio 1991  |
| 8   | dicembre  | A Queen Reclaimed!         | A Queen Reclaimed!         | Una regina rivendicata | Una regina rivendicata | Roy Thomas    | John Buscema | George Roussos | John Buscema    | Conan il barbaro 25-27 (Comic Art) | marzo 1991 - maggio 1991       |

### 1982
| Nr. | Data      | TItolo                      | TItolo                      | Titolo italiano                 | Titolo italiano                 | Sceneggiatura | Disegni         | Colori         | Copertina        | Prima edizione italiana            | Data italiana             |
| --- | --------- | --------------------------- | --------------------------- | ------------------------------- | ------------------------------- | ------------- | --------------- | -------------- | ---------------- | ---------------------------------- | ------------------------- |
| 9   | marzo     | Bones of the Brown Man      | Bones of the Brown Man      | Le ossa dell'Uomo Bruno         | Le ossa dell'Uomo Bruno         | Doug Moench   | John Buscema    | George Roussos | John Buscema     | Conan il barbaro 28-30 (Comic Art) | giugno 1991 - agosto 1991 |
| 10  | maggio    | The Fang of Set             | The Fang of Set             | La Zanna di Set                 | La Zanna di Set                 | Doug Moench   | Ernie Chan      | George Roussos | Ernie Chan       | Conan il barbaro 38 (Comic Art)    | aprile 1992               |
| 11  | luglio    | The Haunter of the Cenotaph | The Haunter of the Cenotaph | L'Abitatore del Cenotafio       | L'Abitatore del Cenotafio       | Doug Moench   | Alan Kupperberg | George Roussos | Bill Sienkiewicz | Conan il barbaro 38 (Comic Art)    | aprile 1992               |
| 12  | settembre | The Tombs Under Tarantia    | The Tombs Under Tarantia    | Le tombe sotto Tarantia         | Le tombe sotto Tarantia         | Doug Moench   | Ron Frenz       | George Roussos | Ron Frenz        | Conan il barbaro 47-48 (Comic Art) | gennaio 1993              |
| 13  | novembre  | Circle of Sorcery           | Circle of Sorcery           | Il cerchio della magia          | Il cerchio della magia          | Doug Moench   | Marc Silvestri  | George Roussos | Marc Silvestri   | Conan il barbaro 49-50 (Comic Art) | marzo 1993                |
| 14  | dicembre  | Kings of Fire and Darkness  | Kings of Fire and Darkness  | Il re del fuoco e delle tenebre | Il re del fuoco e delle tenebre | Doug Moench   | Marc Silvestri  | George Roussos | John Buscema     | Conan il barbaro 49-50 (Comic Art) | marzo 1993                |

### 1983
| Nr. | Data      | TItolo                 | TItolo                 | Titolo italiano             | Titolo italiano             | Sceneggiatura | Disegni        | Colori         | Copertina              | Prima edizione italiana            | Data italiana  |
| --- | --------- | ---------------------- | ---------------------- | --------------------------- | --------------------------- | ------------- | -------------- | -------------- | ---------------------- | ---------------------------------- | -------------- |
| 15  | marzo     | The Looters of R'Shann | The Looters of R'Shann | I saccheggiatori di R'Shann | I saccheggiatori di R'Shann | Doug Moench   | Marc Silvestri | George Roussos | Val Mayerik            | Conan il barbaro 51 (Comic Art)    | maggio 1993    |
| 16  | maggio    | Blood of Aquilonia     | Blood of Aquilonia     | Sangue di Aquilonia         | Sangue di Aquilonia         | Alan Zelenetz | Marc Silvestri | George Roussos | Marc Silvestri         | Conan il barbaro 52 (Comic Art)    | giugno 1993    |
| 17  | luglio    | A Tyrant in Amber      | A Tyrant in Amber      | Un Tiranno in Ambra         | Un Tiranno in Ambra         | Alan Zelenetz | John Buscema   | George Roussos | John Buscema           | Conan il barbaro 55-56 (Comic Art) | settembre 1993 |
| 18  | settembre | The Devil of Darfar    | The Devil of Darfar    | Il demone di Darfar         | Il demone di Darfar         | Alan Zelenetz | Rudy Nebres    | George Roussos | John Severin           | Conan il barbaro 57-58 (Comic Art) | novembre 1993  |
| 19  | novembre  | Bones and a Blade      | Bones and a Blade      | Ossa e una lama             | Ossa e una lama             | Alan Zelenetz | Marc Silvestri | George Roussos | Michael William Kaluta | Conan il barbaro 59 (Comic Art)    | gennaio 1994   |

### 1984
| Nr. | Data      | TItolo                            | TItolo                            | Titolo italiano                     | Titolo italiano                     | Sceneggiatura | Disegni        | Colori         | Copertina              | Prima edizione italiana         | Data italiana |
| --- | --------- | --------------------------------- | --------------------------------- | ----------------------------------- | ----------------------------------- | ------------- | -------------- | -------------- | ---------------------- | ------------------------------- | ------------- |
| 20  | gennaio   | The Prince Is Dead                | The Prince Is Dead                | Il Principe è Morto                 | Il Principe è Morto                 | Alan Zelenetz | Marc Silvestri | George Roussos | Michael William Kaluta | Conan il barbaro 54 (Comic Art) | agosto 1993   |
| 21  | marzo     | Shadows!                          | Shadows!                          | Ombre                               | Ombre                               | Alan Zelenetz | Marc Silvestri | George Roussos | Michael William Kaluta | Conan il barbaro 60 (Comic Art) | febbraio 1994 |
| 21  | marzo     | Son of the Barbarian King, part 1 | Son of the Barbarian King, part 1 | Figlio di un Re Barbaro, capitolo 1 | Figlio di un Re Barbaro, capitolo 1 | Alan Zelenetz | Marc Silvestri | George Roussos | Michael William Kaluta | Conan il barbaro 54 (Comic Art) | agosto 1993   |
| 22  | maggio    | The Black Dragons!                | The Black Dragons!                | n/a                                 | n/a                                 | Alan Zelenetz | Geof Isherwood | George Roussos | Michael William Kaluta | Inedito                         | n/a           |
| 22  | maggio    | Son of the Barbarian King, part 2 | Son of the Barbarian King, part 2 | Figlio di un Re Barbaro, capitolo 2 | Figlio di un Re Barbaro, capitolo 2 | Alan Zelenetz | Marc Silvestri | George Roussos | Michael William Kaluta | Conan il barbaro 54 (Comic Art) | agosto 1993   |
| 23  | luglio    | Ordeal                            | Ordeal                            | n/a                                 | n/a                                 | Alan Zelenetz | Marc Silvestri | George Roussos | Michael William Kaluta | Inedito                         | n/a           |
| 23  | luglio    | Son of the Barbarian King, part 3 | Son of the Barbarian King, part 3 | Figlio di un Re Barbaro, capitolo 3 | Figlio di un Re Barbaro, capitolo 3 | Alan Zelenetz | Marc Silvestri | George Roussos | Michael William Kaluta | Conan il barbaro 54 (Comic Art) | agosto 1993   |
| 24  | settembre | Fragments: A Witch's Tale         | Fragments: A Witch's Tale         | n/a                                 | n/a                                 | Alan Zelenetz | Dave Simons    | George Roussos | Michael William Kaluta | Inedito                         | n/a           |
| 24  | settembre | Son of the Barbarian King, part 4 | Son of the Barbarian King, part 4 | Figlio di un Re Barbaro, capitolo 4 | Figlio di un Re Barbaro, capitolo 4 | Alan Zelenetz | Marc Silvestri | George Roussos | Michael William Kaluta | Conan il barbaro 54 (Comic Art) | agosto 1993   |
| 25  | novembre  | Daggers                           | Daggers                           | n/a                                 | n/a                                 | Alan Zelenetz | Marc Silvestri | George Roussos | Michael William Kaluta | Inedito                         | n/a           |
| 25  | novembre  | Son of the Barbarian King, part 5 | Son of the Barbarian King, part 5 | Figlio di un Re Barbaro, capitolo 5 | Figlio di un Re Barbaro, capitolo 5 | Alan Zelenetz | Marc Silvestri | George Roussos | Michael William Kaluta | Conan il barbaro 54 (Comic Art) | agosto 1993   |

### 1985
| Nr. | Data      | TItolo                            | TItolo                            | Titolo italiano                     | Titolo italiano                     | Sceneggiatura | Disegni          | Colori         | Copertina              | Prima edizione italiana         | Data italiana |
| --- | --------- | --------------------------------- | --------------------------------- | ----------------------------------- | ----------------------------------- | ------------- | ---------------- | -------------- | ---------------------- | ------------------------------- | ------------- |
| 26  | gennaio   | Passage                           | Passage                           | n/a                                 | n/a                                 | Alan Zelenetz | Marc Silvestri   | George Roussos | Michael William Kaluta | Inedito                         | n/a           |
| 26  | gennaio   | Son of the Barbarian King, part 6 | Son of the Barbarian King, part 6 | Figlio di un Re Barbaro, capitolo 6 | Figlio di un Re Barbaro, capitolo 6 | Alan Zelenetz | Marc Silvestri   | George Roussos | Michael William Kaluta | Conan il barbaro 54 (Comic Art) | agosto 1993   |
| 27  | marzo     | A Death in Stygia                 | A Death in Stygia                 | n/a                                 | n/a                                 | Alan Zelenetz | Marc Silvestri   | George Roussos | Michael William Kaluta | Inedito                         | n/a           |
| 28  | maggio    | Call of the Wild                  | Call of the Wild                  | n/a                                 | n/a                                 | Alan Zelenetz | Marc Silvestri   | n/a            | Mary Wilshire          | Inedito                         | n/a           |
| 29  | luglio    | The Sleeping Lion                 | The Sleeping Lion                 | n/a                                 | n/a                                 | Don Kraar     | Marc Silvestri   | George Roussos | Michael William Kaluta | Inedito                         | n/a           |
| 30  | settembre | Revenge on the Black River        | Revenge on the Black River        | n/a                                 | n/a                                 | Don Kraar     | Michael Docherty | George Roussos | Michael William Kaluta | Inedito                         | n/a           |
| 31  | novembre  | Force of Arms                     | Force of Arms                     | n/a                                 | n/a                                 | Don Kraar     | Michael Docherty | George Roussos | Michael William Kaluta | Inedito                         | n/a           |

### 1986
| Nr. | Data      | TItolo               | TItolo               | Titolo italiano | Titolo italiano | Sceneggiatura | Disegni                   | Colori         | Copertina        | Prima edizione italiana | Data italiana |
| --- | --------- | -------------------- | -------------------- | --------------- | --------------- | ------------- | ------------------------- | -------------- | ---------------- | ----------------------- | ------------- |
| 32  | gennaio   | Juggernaut           | Juggernaut           | n/a             | n/a             | Don Kraar     | Michael Docherty          | George Roussos | Michael Docherty | Inedito                 | n/a           |
| 33  | marzo     | Day of Wrath         | Day of Wrath         | n/a             | n/a             | Don Kraar     | Michael Docherty          | George Roussos | Armando Gil      | Inedito                 | n/a           |
| 34  | marzo     | Harvest Of Death     | Harvest Of Death     | n/a             | n/a             | Don Kraar     | Michael Docherty          | George Roussos | Michael Docherty | Inedito                 | n/a           |
| 35  | luglio    | The Ravaged Land     | The Ravaged Land     | n/a             | n/a             | Don Kraar     | Judith Hunt               | George Roussos | Judith Hunt      | Inedito                 | n/a           |
| 36  | settembre | The Road To Empire   | The Road To Empire   | n/a             | n/a             | Don Kraar     | Judith Hunt e Mike Manley | George Roussos | Judith Hunt      | Inedito                 | n/a           |
| 37  | novembre  | The Sack of Belverus | The Sack of Belverus | n/a             | n/a             | Don Kraar     | Judith Hunt e Mike Manley | George Roussos | n/a              | Inedito                 | n/a           |

### 1987
| Nr. | Data      | TItolo                   | TItolo                   | Titolo italiano | Titolo italiano | Sceneggiatura | Disegni          | Colori          | Copertina        | Prima edizione italiana | Data italiana |
| --- | --------- | ------------------------ | ------------------------ | --------------- | --------------- | ------------- | ---------------- | --------------- | ---------------- | ----------------------- | ------------- |
| 38  | gennaio   | ...Crossroads            | ...Crossroads            | n/a             | n/a             | Don Kraar     | Mike Manley      | George Roussos  | Mike Manley      | Inedito                 | n/a           |
| 39  | marzo     | The Tower                | The Tower                | n/a             | n/a             | Don Kraar     | Mike Manley      | n/a             | Ron Wagner       | Inedito                 | n/a           |
| 40  | maggio    | Of Sorcery and Steel     | Of Sorcery and Steel     | n/a             | n/a             | Don Kraar     | Michael Docherty | George Roussos  | Michael Docherty | Inedito                 | n/a           |
| 41  | luglio    | The Blood of the Serpent | The Blood of the Serpent | n/a             | n/a             | Don Kraar     | Michael Docherty | George Roussos  | Michael Docherty | Inedito                 | n/a           |
| 42  | settembre | The Armada               | The Armada               | n/a             | n/a             | Don Kraar     | Michael Docherty | Ken Feduniewicz | Michael Docherty | Inedito                 | n/a           |
| 43  | novembre  | Conquest                 | Conquest                 | n/a             | n/a             | Don Kraar     | Michael Docherty | Steve Mellor    | Michael Docherty | Inedito                 | n/a           |

### 1988
| Nr. | Data      | TItolo                   | TItolo                   | Titolo italiano | Titolo italiano | Sceneggiatura | Disegni          | Colori                      | Copertina        | Prima edizione italiana | Data italiana |
| --- | --------- | ------------------------ | ------------------------ | --------------- | --------------- | ------------- | ---------------- | --------------------------- | ---------------- | ----------------------- | ------------- |
| 44  | gennaio   | The Spoils of Victory    | The Spoils of Victory    | n/a             | n/a             | Don Kraar     | Michael Docherty | Mike Rockwitz e Pat Redding | Michael Docherty | Inedito                 | n/a           |
| 45  | marzo     | Calliastros              | Calliastros              | n/a             | n/a             | Don Kraar     | Michael Docherty | George Roussos              | Michael Docherty | Inedito                 | n/a           |
| 46  | maggio    | The Warlord of Koth      | The Warlord of Koth      | n/a             | n/a             | Don Kraar     | Michael Docherty | George Roussos              | Michael Docherty | Inedito                 | n/a           |
| 47  | luglio    | Of Death And The Dreamer | Of Death And The Dreamer | n/a             | n/a             | Don Kraar     | Tony DeZuniga    | George Roussos              | Fraja Bator      | Inedito                 | n/a           |
| 48  | settembre | The Winter of Discontent | The Winter of Discontent | n/a             | n/a             | Don Kraar     | Michael Docherty | George Roussos              | Michael Docherty | Inedito                 | n/a           |
| 49  | novembre  | Treachery                | Treachery                | n/a             | n/a             | Don Kraar     | Michael Docherty | George Roussos              | Michael W Kaluta | Inedito                 | n/a           |

### 1989
| Nr. | Data      | TItolo                          | TItolo                          | Titolo italiano | Titolo italiano | Sceneggiatura               | Disegni        | Colori           | Copertina        | Prima edizione italiana | Data italiana |
| --- | --------- | ------------------------------- | ------------------------------- | --------------- | --------------- | --------------------------- | -------------- | ---------------- | ---------------- | ----------------------- | ------------- |
| 50  | gennaio   | Night Winds                     | Night Winds                     | n/a             | n/a             | Jim Owsley                  | Geof Isherwood | n/a              | Michael W Kaluta | Inedito                 | n/a           |
| 51  | marzo     | Night Justice                   | Night Justice                   | n/a             | n/a             | Jim Owsley                  | Geof Isherwood | George Roussos   | n/a              | Inedito                 | n/a           |
| 51  | marzo     | Conn, Son of the Barbarian King | Conn, Son of the Barbarian King | n/a             | n/a             | Adam Blaustein              | Dale Eaglesham | A. A. Perry      | n/a              | Inedito                 | n/a           |
| 52  | maggio    | Night Vengeance                 | Night Vengeance                 | n/a             | n/a             | Jim Owsley e Geof Isherwood | Geof Isherwood | George Roussos   | Michael W Kaluta | Inedito                 | n/a           |
| 52  | maggio    | Kirakhan                        | Kirakhan                        | n/a             | n/a             | Maddie Blaustein            | Dale Eaglesham | Pat Redding      | Michael W Kaluta | Inedito                 | n/a           |
| 53  | luglio    | Night War                       | Night War                       | n/a             | n/a             | Jim Owsley                  | Geof Isherwood | George Roussos   | Michael W Kaluta | Inedito                 | n/a           |
| 53  | luglio    | Tsinje-Nushan                   | Tsinje-Nushan                   | n/a             | n/a             | Maddie Blaustein            | Dale Eaglesham | Gregory Wright   | Michael W Kaluta | Inedito                 | n/a           |
| 54  | settembre | Night Hunt                      | Night Hunt                      | n/a             | n/a             | Jim Owsley                  | Geof Isherwood | George Roussos   | Joe Jusko        | Inedito                 | n/a           |
| 54  | settembre | Genjis                          | Genjis                          | n/a             | n/a             | Maddie Blaustein            | Dale Eaglesham | Steve Buccellato | Joe Jusko        | Inedito                 | n/a           |
| 55  | novembre  | Nightmare                       | Nightmare                       | n/a             | n/a             | Jim Owsley                  | Geof Isherwood | George Roussos   | Andy Kubert      | Inedito                 | n/a           |
| 55  | novembre  | The Sword Of The Elder Gods     | The Sword Of The Elder Gods     | n/a             | n/a             | Maddie Blaustein            | Dale Eaglesham | Steve Buccellato | Andy Kubert      | Inedito                 | n/a           |